# Мундада, Вимал
Вима́л Мундада́ (англ. Vimal Mundada; 1963, Махараштра, Индия — 22 марта 2012, Бандра, Мумбаи, Индия) — индийский политик и врач.

## Биография
Втмал Мундада родилась в 1963 году в Махараштре (Индия).
Была замужем за Нандкишором и имела сына Акшая.
Скончалась 22 марта 2012 года после продолжительной борьбы с раком в 49-летнем возрасте.